# Alligator (Mississipi)
Alligator és una població dels Estats Units a l'estat de Mississipi. Segons el cens del 2000 tenia 220 habitants.

## Demografia
Segons el cens del 2000, Alligator tenia 220 habitants, 77 habitatges, i 58 famílies. La densitat de població era de 86,7 habitants per km².
Dels 77 habitatges en un 39% hi vivien nens de menys de 18 anys, en un 35,1% hi vivien parelles casades, en un 35,1% dones solteres, i en un 23,4% no eren unitats familiars. En el 23,4% dels habitatges hi vivien persones soles el 10,4% de les quals corresponia a persones de 65 anys o més que vivien soles. El nombre mitjà de persones vivint en cada habitatge era de 2,86 i el nombre mitjà de persones que vivien en cada família era de 3,27.
Per edats la població es repartia de la següent manera: un 39,1% tenia menys de 18 anys, un 4,5% entre 18 i 24, un 27,3% entre 25 i 44, un 16,8% de 45 a 60 i un 12,3% 65 anys o més.
L'edat mediana era de 29 anys. Per cada 100 dones de 18 o més anys hi havia 74 homes.
La renda mediana per habitatge era de 16.667 $ i la renda mediana per família de 17.083 $. Els homes tenien una renda mediana de 21.875 $ mentre que les dones 14.063 $. La renda per capita de la població era de 9.567 $. Entorn del 41,5% de les famílies i el 47,2% de la població estaven per davall del llindar de pobresa.

## Poblacions més properes
El següent diagrama mostra les poblacions més properes.